# Gerichtsbezirk Wiznitz
Der Gerichtsbezirk Wiznitz (auch: Wisznitz, Wiżnitz oder Wysnitz; rumänisch: Vijniţa; ruthenisch: Wyżnycia) war ein dem Bezirksgericht Wiznitz unterstehender Gerichtsbezirk im Herzogtum Bukowina. Der Gerichtsbezirk umfasste Gebiete im Nordwesten der Bukowina bzw. in der heutigen Ukraine. Das Gebiet wurde nach dem Ersten Weltkrieg Rumänien zugeschlagen und kam nach dem Zweiten Weltkrieg an die Sowjetunion. Das Gebiet gehört heute zum ukrainischen Anteil der Bukowina im Südwesten der Ukraine (Oblast Tscherniwzi).

## Geschichte
Im Zuge der Neuordnung des Gerichtswesen im Kaisertum Österreich waren im Juni 1849 die allgemeinen Grundzüge der Gerichtsverfassung in den Kronländern durch Kaiser Franz Joseph I. genehmigt worden. Hierauf ließ Justizminister Anton von Schmerling Pläne zur Organisierung des Gerichtswesens in der Bukowina ausarbeiten, die der Kaiser am 6. November 1850 per Verordnung ebenfalls genehmigte. Mit der Reorganisation ging die Abschaffung der landesfürstlichen Gerichte ebenso wie der Patrimonial-Gerichte einher, wobei Schmerling ursprünglich die Errichtung von 17 Bezirksgerichten plante und die Bukowina dem Oberlandesgericht Stanislau unterstellt werden sollte. Schließlich schufen die Behörden nur 15 Bezirksgerichte, die man dem Landesgericht Czernowitz bzw. dem Oberlandesgericht Lemberg zuordnete. Die Errichtung der gemischten Bezirksämter, die neben der Verwaltung auch die Justiz zu besorgen hatten, wurde schließlich per 29. September 1855 amtswirksam, wobei der Gerichtsbezirk Wiznitz aus den Gemeinden Wysznitz mit Bahna, Czernohoże, Rewna und Wiszeńka, Berhometh am Sereth mit Łopuschna, Mihodra, Czireszdenka, Mazury, Schipot mit Bursekeu, Ispas, Łukawetz am Sereth mit Maydan, Meschibrod mit Podzachariez, Mihowa mit Mega sowie Millie gebildet wurde. Im Zuge der Trennung der politischen von der judikativen Verwaltung bildete der Gerichtsbezirk Wiznitz ab 1868 gemeinsam mit dem Gerichtsbezirk Putilla den Bezirk Wiznitz. Per 28. März 1870 kam es im Zuge einer Reform der Gerichtsbezirke zu weitreichenden Gebietsänderungen zwischen den Gerichtsbezirken der Bukowina, wobei der Gerichtsbezirk Wiznitz durch die Reform um die Gemeinden Zeleneu mit Plesnitza und Samsonowka sowie das zugehörige Gutsgebiet aus dem Gerichtsbezirk Stanestie erweitert wurde. Aus den Gemeinden sowie zugehörigen Gutsgebieten Waszkoutz am Czermosz, Russisch-Banilla, Słobodiza-Banilla, Karapcziu, Willawcze sowie Zamostie des Gerichtsbezirks Wiznitz entstand per 1. November 1898 der Gerichtsbezirk Waschkoutz am Czeremosch, der jedoch per 1. Oktober 1903 aus dem Bezirk Wiznitz ausgeschieden und mit dem Gerichtsbezirk Stanestie aus dem Bezirk Storozynetz zum Bezirk Waschkoutz am Czeremosch zusammengefasst.
Der Gerichtsbezirk Wiznitz wies 1854 eine Bevölkerung von 14.910 Einwohnern auf einer Fläche von 11,0 Quadratmeilen auf. 1869 beherbergte der Gerichtsbezirk eine Bevölkerung von 42.543 Personen, bis 1890 stieg die Einwohnerzahl auf 51.991 Personen an, danach sank die Bevölkerung durch die Schaffung des Gerichtsbezirks Waschkoutz am Czeremosch wieder auf 36.671 Personen ab. Von der Bevölkerung hatten 1900 25.223 Ruthenisch (68,8 %) als Umgangssprache angegeben, 9.841 Personen sprachen Deutsch (26,8 %), 242 Rumänisch (0,7 %) und 1.302 eine andere Sprache (3,6 %). Der Gerichtsbezirk umfasste 1900 eine Fläche von 758,91 km² und 16 Gemeinden sowie 12 Gutsgebiete.
| Jahr | Ein- wohner | Deutsch- sprachige | Ruthenisch- sprachige | Rumänisch- sprachige | Anders- sprachige |
| ---- | ----------- | ------------------ | --------------------- | -------------------- | ----------------- |
| 1854 | 14.910      |                    |                       |                      |                   |
| 1869 | 42.543      |                    |                       |                      |                   |
| 1880 | 45.152      | 9.960              | 33.601                | 167                  | 1.387             |
| 1890 | 51.991      | 12.018             | 37.763                | 168                  | 1.956             |
| 1900 | 36.671      | 9.841              | 25.223                | 242                  | 1.302             |